# Graphidipus
Graphidipus là một chi bướm đêm thuộc họ Geometridae.